# Guccifer
Guccifer (pe numele real Marcel Lazăr Lehel) este un hacker român de naționalitatea maghiară din Arad. 
A fost condamnat, în 2012, la o pedeapsă de trei ani de închisoare cu suspendare de către Judecătoria Sectorului 3 București fiind acuzat de încălcarea intimității virtuale ale unor nume cunoscute din România, între 2010 și 2011.
Astfel, Guccifer a accesat ilegal conturile de Facebook și adresele de e-mail ale unor persoane publice, printre care vedetele Pro TV Corina Caragea, Dragoș Moștenescu, Laura Cosoi.
Pe lângă aceștia, hackerul a mai pătruns în intimitatea altor vedete precum: Bianca Drăgușanu, Cristian Pulhac, Ada Milea sau Rona Hartner.
Printre alții, Guccifer a mai spart conturile unor personalități precum comedianul Steve Martin, actrița Mariel Hemingway, trei membri ai Camerei Lorzilor din Marea Britanie, CEO companiei de asigurări americane MetLife și John Negroponte, fostul ambasador SUA la ONU.
În august 2013, "Guccifer" a postat pe pagina sa de Facebook un link către o corespondență prin e-mail între fostul secretar american de Stat Colin Powell și europarlamentarul PSD Corina Crețu.
Guccifer a spart conturile de e-mail de Yahoo și Gmail ale șefului SRI, George Maior.
După aceea s-a oferit să îi ofere informații despre George Maior omului de afaceri și politicianului Dan Voiculescu.
Guccifer a fost arestat preventiv pe 23 ianuarie 2014.
Pe 6 iunie 2014, Guccifer a fost condamnat la șapte ani închisoare cu executare, decizia nefiind definitivă.
În luna august 2017, Guccifer a telefonat unui post de televiziune din SUA și a spus că ar dori să execute pedeapsa primită în SUA într-o închisoare din România și să nu fie extrădat. Guccifer a fost închis la Arad.  
A fost eliberat in 2023, dupa aproape 8 ani de inchisoare.